# Andrew Lawson
Andrew Cowper Lawson, född den 25 juni 1861 i Anstruther, Fife, död den 16 juli 1952, var en skotsk geolog, verksam i USA.
Lawson var professor i mineralogi och geologi vid University of California, Berkeley och publicerade ett stort antal arbeten på petrografins och den prekambriska geologins områden. Han är främst känd för sin rapport angående jordbävningen i San Francisco 1906 och sina undersökningar över Nordamerikas prekambriska bildningar, i synnerhet sådana dessa är utvecklade i trakterna av Övre sjön. Han tilldelades Penrosemedaljen 1938.